# Die lustigen Weiber von Windsor (Oper)
Die lustigen Weiber von Windsor ist eine komisch-fantastische Oper in drei Akten mit Tanz von Otto Nicolai. Das Libretto verfasste Salomon Hermann Mosenthal nach Shakespeares Komödie The Merry Wives of Windsor. Die Uraufführung fand am 9. März 1849 am Königlichen Opernhaus in Berlin unter dem Dirigat des Komponisten statt.

## Handlung

### Erster Akt
Hof zwischen den Häusern von Fluth und Reich
Die verheirateten Damen Fluth und Reich entdecken, dass sie beide gleichzeitig vom verarmten Landadligen Falstaff Liebesbriefe erhalten haben. Sie beschließen, ihm eine Lektion zu erteilen und ziehen sich zurück, um einen Plan auszuhecken. Nun treten die beiden Herren Fluth und Reich auf. Anna, die Tochter der Reichs, ist im heiratsfähigen Alter und drei Herren halten um ihre Hand an: Dr. Cajus, ein französischer Galan, ist der Favorit der Mutter, Vater Reich wünscht sich den schüchternen Junker Spärlich als Schwiegersohn, aber Anna selbst ist in den mittellosen Fenton verliebt.
Zimmer bei Fluth
Frau Fluth hat Falstaff zu einem vermeintlichen Stelldichein eingeladen, er tritt mit großen pathetischen Gesten auf und beginnt, sie plump zu umgarnen. Als Frau Reich, wie vereinbart, die Rückkehr des misstrauischen Herrn Fluth meldet, wird Falstaff in einem Waschkorb versteckt, dessen Inhalt kurz darauf in den Wassergraben geleert wird. Herr Fluth hat unterdessen ohne Erfolg die ganze Wohnung durchsucht und muss seiner Frau glauben, die ihre Unschuld beteuert.

### Zweiter Akt
Gasthaus „Zum Hosenbande“
Im Wirtshaus hat sich Falstaff von seinem Bad erholt und singt derbe Trinklieder. Ein Bote bringt ihm einen Brief, in dem Frau Fluth ein weiteres Rendezvous vorschlägt. Ihr Mann erscheint in Verkleidung und stellt sich als Herr Bach vor, um Falstaff in ein Gespräch über dessen Liebschaften zu verwickeln. Dieser prahlt ahnungslos über sein Verhältnis zu Frau Fluth, was den Zorn des Ehemannes anstachelt.
Garten hinter Reichs Haus
Spärlich und Cajus schleichen vor Annas Fenster auf und ab, doch bevor sie es wagen, sich zu nähern, werden sie vom Ständchen des Fenton vertrieben und verstecken sich in den Büschen. Von dort aus beobachten sie die schwärmerische Liebesszene zwischen den beiden Geliebten.
Zimmer bei Fluth
Wieder ist Falstaff bei Frau Fluth, und wieder warnt Frau Reich die beiden vor dem heimkehrenden Ehemann. Diesmal wird der dicke Ritter Falstaff in Frauenkleider gesteckt und gibt sich als Waschweib aus. Herr Fluth tritt auf und findet wieder nichts, außer der alten Wäscherin, die er zornig aus dem Haus wirft.

### Dritter Akt
Zimmer bei Reich
Die Herren Fluth und Reich werden endlich von ihren Frauen in den Plan eingeweiht und zu viert beschließen sie, Falstaff ein letztes Mal hereinzulegen. In einer großen Maskerade im Wald von Windsor soll der Ritter blamiert werden. Herr und Frau Reich planen jeder für sich zusätzlich, Anna bei diesem Verwirrspiel mit dem jeweiligen Lieblings-Freier zu verkuppeln. Diese aber vereinbart stattdessen ein Treffen mit Fenton im nächtlichen Wald.
Wald bei Windsor
Im Hintergrund die Eiche des Jägers Herne, im Vordergrund ein Jagdpavillon, kurz vor Mitternacht, Mondschein
Nach einem durch Chor und Orchester illustrierten Mondaufgang beginnt das Verkleidungsspiel im Wald. Falstaff, als Ritter Herne verkleidet, wird zunächst von den beiden Damen gelockt, dann aber von verschiedenen, als Geister, Elfen und Insekten verkleideten Statisten erschreckt. Nachdem die Masken abgelegt und Falstaff von allen verspottet wurde, erscheinen Anna und Fenton, die sich in der Waldkapelle das Jawort gegeben haben. In einer fröhlichen Schlussnummer versöhnen sich alle Beteiligten.

## Gestaltung

### Musik
Die Oper steht in der Singspiel-Tradition, die musikalischen Nummern sind also mit gesprochenen Dialogen verbunden. Nicolai hat, wie auch die Bezeichnung „komisch-fantastische Oper“ zeigt, einen Konsens zwischen der romantischen Oper im Stil von Carl Maria von Weber und den damals sehr beliebten komischen Opern von Albert Lortzing hergestellt. Auf die romantische Seite gehören die Liebesszenen zwischen Anna und Fenton, die Geister- und Elfenmusiken und natürlich der Mondaufgang. Das Buffo-Element kommt in der Figur des Falstaff, den Ehemännern und den beiden von Anna verschmähten Freiern zum Tragen.

### Instrumentation
Die Orchesterbesetzung der Oper enthält die folgenden Instrumente:
- Holzbläser: zwei Flöten (2. auch Piccolo), zwei Oboen, zwei Klarinetten, zwei Fagotte
- Blechbläser: vier Hörner, zwei Trompeten, drei Posaunen
- Pauken, Schlagzeug: Große Trommel, Becken, Kleine Trommel, Triangel
- Streicher
- Bühnenmusik: Glocke in G, Harfe

## Werkgeschichte

### Entstehung
Die Musik komponierte Otto Nicolai in den Jahren 1845 bis 1849. Zuvor hatte er mit einigen italienischen Opern große Erfolge verbucht, doch diese Oper sollte sein Meisterwerk in deutscher Sprache werden.
Nicolai schrieb Die lustigen Weiber von Windsor während seiner Tätigkeit als erster Kapellmeister am Kärntnertortheater in Wien, wo er vertragsgemäß auch eine deutsche Oper komponieren sollte. Da er Probleme hatte, einen geeigneten Stoff zu finden und auch ein Preisausschreiben im März 1842 kein befriedigendes Libretto ergab, verzögerte sich die Komposition jedoch. Schließlich entschied er sich für den Vorschlag seines Freundes Siegfried Kapper, Shakespeares Komödie Die lustigen Weiber von Windsor als Vorlage zu nutzen. Nach einigen Probearbeiten von Jakob Hoffmeister, der jedoch nicht für das vollständige Libretto zu gewinnen war, beauftragte Nicolai Salomon Hermann Mosenthal mit der Arbeit, wobei er genaue Vorgaben für die musikalischen Teile machte und die gesprochenen Dialoge selbst verfasste.
Nicolai beendete den ersten Akt am 9. Juli 1846 und den zweiten am 10. September. Zu diesem Zeitpunkt lehnte der Intendant des Theaters, Carlo Balocchino, eine Aufführung jedoch ab, da Nicolai die Oper laut Vertrag schon 1845 hätte liefern sollen. Nicolai arbeitete dennoch weiter an dem Werk und beendete die Komposition mit Ausnahme der Ouvertüre und des Finales im Oktober 1846. Da es 1847 zu keiner Vertragsverlängerung kam, wechselte Nicolai am 1. März 1848 an das Königliche Opernhaus in Berlin. Im vorangegangenen Dezember hatte er noch die Ouvertüre fertiggestellt. Am 27. Januar 1848 wurde zunächst das Duett Frau Fluth/Frau Reich in einem Hofkonzert präsentiert und so gut aufgenommen, dass König Friedrich Wilhelm IV. die Aufführung der ganzen Oper anordnete. Aufgrund der Revolutionsereignisse und wegen Besetzungsschwierigkeiten musste sie jedoch verschoben werden.
Die Uraufführung fand schließlich am 9. März 1849 unter der musikalischen Leitung des Komponisten statt. Es sangen August Zschiesche (John Falstaff), Julius Krause (Fluth), August Mickler (Reich), Julius Pfister (Fenton), Eduard Mantius (Spärlich), August Lieder (Cajus), Leopoldine Tuczek (Frau Fluth), Pauline Marx (Frau Reich), Louise Köster (Anna Reich) und August Fischer (Wirt). Sie war kein Erfolg, und die Oper wurde bereits nach vier Vorstellungen abgesetzt.

### Rezeption
Erst nach Nicolais Tod setzte sich die Oper allmählich durch, und ihre Beliebtheit hält bis heute an. Wenn auch das Libretto und die Dramaturgie dem heutigen Zuschauer etwas altmodisch erscheinen, so hat das Werk doch aufgrund seiner musikalischen Qualitäten seinen Platz im Repertoire der Opernhäuser bis heute behaupten können.
Giuseppe Verdi legte 1893 mit seinem Falstaff eine eigene Bearbeitung des Stoffes vor.
Bei den Neujahrskonzerten der Wiener Philharmoniker 1982, 1992 und 2010 wurde die Ouvertüre als Auftakt gespielt: 1982 als Auftakt des ersten, 1992 und 2010 als Auftakt des zweiten Teiles.

## Aufnahmen / Tonträger
- Artur Rother (Dir.) mit Wilhelm Strienz, Georg Hann, Ludwig Windisch, Walther Ludwig, Lore Hoffmann, Irma Beilke, Marie Luise Schilp, Berliner Rundfunk Sinfonie-Orchester, Chor der Städtischen Oper Berlin, 1943; CD: Preiser, Cantus Classics, Aura.
- Hans Altmann (Dir.) mit Georg Hann, Clara Ebers, Benno Kusche, Josef Traxel, Paul Kuën, Gerhard Misske, Karl Mösch, Gisa Nerz, Maria Mühlenbeck, Chor und Symphonieorchester des Bayerischen Rundfunks München, 1949; CD: Gala.
- Wilhelm Schüchter (Dir.) mit Arnold van Mill, Walter Berry, Peter Klein, Karl Terkal, Wilma Lipp, Chor und Orchester der Bayerischen Staatsoper, 1953.
- Robert Heger (Dir.) mit Gottlob Frick, Ernst Gutstein, Kieth Engen, Fritz Wunderlich, Edith Mathis, Chor und Orchester der Bayerischen Staatsoper München, 1962; CD: EMI.
- Bernhard Klee (Dir.) mit Kurt Moll, Bernd Weikl, Peter Schreier, Edith Mathis, Hanna Schwarz, Helen Donath, Chor der Deutschen Staatsoper Berlin, Staatskapelle Berlin, 1976; CD: Berlin Classics.
- Rafael Kubelík (Dir.) mit Karl Ridderbusch, Wolfgang Brendel, Claes-Håkan Ahnsjö, Heinz Zednik, Helen Donath, Trudeliese Schmidt, Lilian Sukis, Chor und Symphonieorchester des Bayerischen Rundfunks, 1977; CD: Decca.
- Helmuth Froschauer (Dir.) mit Franz Hawlata, Dietrich Henschel, Heinz Zednik, Juliane Banse, Regina Klepper, Landesjugendchor NRW, WDR Rundfunkorchester Köln, Capriccio 2002.